# Andra
Andra, pseudonimo di Alexandra Irina Măruță (Câmpia Turzii, 23 agosto 1986), è una cantante rumena.

## Biografia
È una cantante rumena e giudice ai talent show Românii au talent, Vocea Romaniei e Vocea Romaniei Junior. È molto nota in Romania e abbastanza nota al pubblico internazionale per aver collaborato con artisti internazionali di musica latina tra cui David Bisbal ed Enrique Iglesias. Nel 2007, ha ricevuto il disco d'Oro e di Platino per l'Album De la frate la soră. Sempre nello stesso anno tentò a partecipare alle selezioni dell'Eurovision song contest insieme alla band Simplu, ma furono squalificati. Ha collaborato con David Bisbal, Enrique Iglesias, Dan Bittman, Direcția 5, What's Up, Vunk, Marcel Pavel, Marius Moga, Smiley e la band Simplu. Andra ha presentato lo show televisivo Singuri cu vedeta su Antena 1 e O-la-la su Pro TV. Nel 2013 fu nominata agli MTV Europe Music Awards nella categoria miglior artista rumeno, vincendo nella stessa categoria durante l'edizione successiva. La sua canzone, "Why", raggiunse il numero 8 in Billboard. Le sue altri canzoni  "Lie to Me" e "Sweet Dreams" godero anche di un buon successo per la critica. Măruță è metà discendente Albanese.
Nel 2017, la Sony Pictures scelse la star Rumena per doppiare la voce Romena di Puffetta dal film animato I Puffi - Viaggio nella foresta segreta, diventando la terza esperienza per l'artista, dopo aver doppiato la voce Romena di un'oca in Kung Fu Panda 3 nel 2016.

## Discografia

### Album in studio
- 2001 - Andra (Nova)
- 2003 - Vreau sărutarea ta (Space)
- 2005 - Rămâi cu mine (Space)
- 2007 - Vis de iarnă (Space)
- 2007 - De la frate la soră (con Mihai Săndel) (MediaPro Music)
- 2008 - Album de familie (con Mihai Săndel e Aurora Mihai) (MediaPro Music)
- 2008 - Dragostea rămâne (MediaPro Music)
- 2008 - La mulți ani și gândul bun! (con i Cargo) (MediaPro Music)
- 2009 - Iubește-mă azi, iubește-mă mâine (MediaPro Music)
- 2010 - O familie populară (con Mihai Săndel e Aurora Mihai) (MediaPro Music)
- 2011 - Cutiuța muzicală 9 (con Monica Anghel e Oana Sârbu) (MediaPro Music)
- 2013 - Inevitabil va fi bine (MediaPro Music)
- 2013 - Pregătește-te pentru sărbători! (MediaPro Music, Mango)
- 2017 - Iubirea schimbă tot (MediaPro Music, Andra)
- 2021 - Christmas Magic (MediaPro Music, Mango)

### Raccolte
- 2007 - Best of (Cat Music)
- 2009 - Best Of – Vreau sărutarea ta (Taifasuri)

### EP
- 2002 - Dragostea mea (Nova)

### Singoli
- 2001 - În noapte mă trezesc
- 2002 - Eu aș da
- 2002 - Aș vrea
- 2002 - Un ocean de-ai fi
- 2003 - Vreau sărutarea ta (feat. Tiger 1)
- 2004 - E vina ta
- 2005 - Doar o clipă
- 2005 - Băieții şi fetele ce vor
- 2005 - Sărutul nopților de Rai (con Provincialii)
- 2006 - Rămâi cu mine
- 2007 - Fierbinte (feat Alb Negru)
- 2007 - Un lucru să-mi dai (feat. Marius Moga)
- 2007 - ragostea rămâne
- 2009 - Femeia
- 2009 - Colț de suflet (feat. Adi Cristescu)
- 2010 - Abelia
- 2011 - Something New
- 2011 - Telephone
- 2012 - What About Us
- 2013 - Inevitabil va fi bine
- 2013 - Atâta timp cât mă iubești (Marius Moga)
- 2014 - Așa e dragostea (Liviu Teodorescu)
- 2015 - Avioane de hârtie (feat. Shift)
- 2015 - Niciodată să nu spui niciodată (feat. Cabron)
- 2016 - Iubirea schimbă tot
- 2016 - Why
- 2016 - Without You (feat. David Bisbal)
- 2017 - La refren
- 2017 - Floare de Nu-mă-uita (feat. Dorian)
- 2017 - Mi-ai luat mințiile (feat. Pacha Man)
- 2017 - Nu doar de ziua mea (con Voltaj)
- 2018 - Indiferența
- 2018 - Sudamericana (feat. Pachaga or Arabic Version feat. Ahmed Chawki)
- 2018 - Nos Fuimos Lejos (versione rumena) (con Descemer Bueno, Enrique Iglesias feat. El Micha)
- 2019 - Supereroi
- 2019 - Camarero (feat. Descemer Bueno)
- 2019 - Ține-te bine (con What's Up)
- 2020 - Vina mea
- 2020 - Brațe străine (con Mario Fresh)
- 2020 - Inima mea (con Pepe feat. Connect-R)
- 2020 - Barcelona (con Dony & Matteo)
- 2021 - Jumătatea mea mai bună (con 3rei Sud Est
- 2021 - Invisible (feat. Lil Eddie)
- 2021 - Timpul
- 2021 - Pas cu pas
- 2022 - Bine, bine

Come artista ospite
- 2012 - K la meteo (What's Up featuring Andra)
- 2014 - Numai la doi (Vunk featuring Andra)
- 2015 - Aici cu mine (Proconsul feat. Ștefan Bănică & Andra)
- 2015 - Falava (Naguala feat. Andra)
- 2016 - Butterfly (Fly Project feat. Andra)
- 2017 - Între noi nu mai e nimic (FeeStay feat. Andra)
- 2018 - Semne (Connect-R feat. Andra)
- 2019 - Doamna și vagabondul (Cabron feat. Andra)
- 2020 - Dorul (Puya feat. Andra e Guz)